# Dianpu He
Der Dianpu He (chinesisch 淀浦河, Pinyin Diànpǔ Hé, „aus dem seichten See strömender Fluss“)
ist ein 46,4 km langer Fluss,
der durch die ostchinesische Stadt Shanghai fließt. Er ist einer der Abflüsse des Dianshan-Sees (der „seichte See“ in seinem Namen) im Stadtbezirk Qingpu, durchquert die Bezirke Songjiang und Minhang, um schließlich im Stadtbezirk Xuhui in den Huangpu Jiang zu münden. Der Abschnitt östlich des historischen Ortskerns von Qingpu (青浦镇, Pinyin Qīngpǔ Zhèn) bis zur Datie-Brücke im Stadtbezirk Songjiang hieß ursprünglich Puhui Tang (蒲汇塘, „Hafenbecken im Bezirk der Familie Pu“). Seit 1971 wird dieser Name offiziell nicht mehr verwendet und der gesamte Fluss heißt nun Dianpu He.
Der Dianpu He ist seit der Song-Dynastie (960–1279) eine wichtige Wasserstraße für den Warentransport zwischen Anhui und Suzhou einerseits und, über den Huangpu Jiang und den Jangtsekiang, dem Gelben Meer bzw. dem Ostchinesischen Meer andererseits. Daher wurde er zwischen 1175 und 1910 insgesamt 14 mal ausgebaggert, dann nach der Gründung der Volksrepublik China wieder 1958/59, 1971 und 1976/77, wobei der Fluss auch an mehreren Stellen begradigt wurde. Im Jahre 1934 führte die Stadtregierung von Shanghai zusammen mit den damaligen Kreisen Songjiang und Qingpu im Abschnitt Qibao (heute Stadtbezirk Minhang) Ausbaggerungs- und Dammbauarbeiten durch, bei denen insgesamt 24.000 m³ Erde bewegt wurden. In seinem heutigen Ausbauzustand ist der Fluss am Grund 15–25 m breit, mit einem Böschungswinkel von 1:2 bis 1:3, und 2 m tief. Er ist für Boote der Kategorie bis 150 Registertonnen zugelassen.
Durch die im 20. Jahrhundert durchgeführten Flussbauarbeiten wurde für die Binnenschiffer der Weg zwischen dem Dianshan-See und dem Huangpu Jiang um 30 km verkürzt, gleichzeitig sind nun mehr als 30.000 ha tiefliegendes Land in den Stadtbezirken Qingpu und Songjiang vor stauender Nässe geschützt. Mit der im Januar 1977 beendeten Ausbaggerung, bei der 140.000 Arbeiter aus 6 Kreisen insgesamt 8.345.000 m³ Erde bewegt hatten, wurde außerdem die Strömungsgeschwindigkeit des Dianpu He erhöht, was der Oncomelania-Schnecke, einem Zwischenwirt des Schistosomiasis-Erregers, den Lebensraum nahm. Dies leistete einen wichtigen Beitrag, dass die Stadt Shanghai im Jahre 1985 die Ausrottung der Bilharziose melden konnte.